# Lindernia hyssopioides
Lindernia hyssopioides är en tvåhjärtbladig växtart som först beskrevs av Carl von Linné, och fick sitt nu gällande namn av Henry Haselfoot Haines. Lindernia hyssopioides ingår i släktet Lindernia och familjen Linderniaceae. Inga underarter finns listade i Catalogue of Life.